# Quadrella lundellii
Quadrella lundellii är en kaprisväxtart som först beskrevs av Paul Carpenter Standley, och fick sitt nu gällande namn av Hugh Hellmut Iltis och Cornejo. Quadrella lundellii ingår i släktet Quadrella och familjen kaprisväxter. Inga underarter finns listade i Catalogue of Life.